# Радишићева улица (Сомбор)
| РАДИШИЋЕВА · улица | РАДИШИЋЕВА · улица     |
| ------------------ | ---------------------- |
|                    |                        |
| Почетак            | Венац Радомира Путника |
| Крај               | Карађорђева улица      |
| Дужина             | око 900 m              |
| Ширина             | 5 до 6 m               |
| Створена           |                        |
| Названа            |                        |
|                    |                        |
|                    |                        |
| Поглед на улицу    |                        |

Радишићева улица је једна од старијих градских улица у Сомбору, седишту Западнобачког управног округа. Протеже се правцем који повезује Венац Радомира Путника и на другој страни Карађорђеву улицу. Дужина улице је око 900 м.

## Улице у Сомбору
Почетком 20. века (1907) Сомбор је био подељен на пет градских квартова (Унутрашња варош, Горња варош, Црвенка, Млаке или Банат и Селенча) и било је 130 улица. Данас у Сомбору има око 330 улица.
Некада квартови, данас Месне заједнице, којих на подручју Града Сомбора има 22. Сам Град има 7 месних заједница ("Црвенка", "Горња Варош", "Млаке", "Нова Селенча", "Селенча", "Стара Селенча" и "Венац"), док су осталих 15 у осталим насељеним местима.
Улица Радишићева припада Месној заједници "Црвенка". 

## Суседне улице
- Венац Радомира Путника
- Вишњићева
- Ивана Косанчића
- Милана Топлице
- Каменка Гагрчина
- Скопљанска
- Карађорђева

## Радишићевом улицом
Радишићева је улица у којој се углавном налазе стамбене куће и неколико фирми. 

### Значајније институције и објекти у улици
Тренутно се у улици налази:
- D Express - регионални центар, на броју 35
- Krscanski Centar Shalom, на броју 10
- Аутобарања, на броју 67

## Галерија
- Поглед на улицу
- Поглед на улицу
- Поглед на улицу
- Поглед на улицу
- Krscanski Centar Shalom